# Dial Post
Dial Post – osada w Anglii, w hrabstwie West Sussex, w dystrykcie Horsham. Leży 33 km na północny wschód od miasta Chichester i 63 km na południe od Londynu.